# 帆曳船

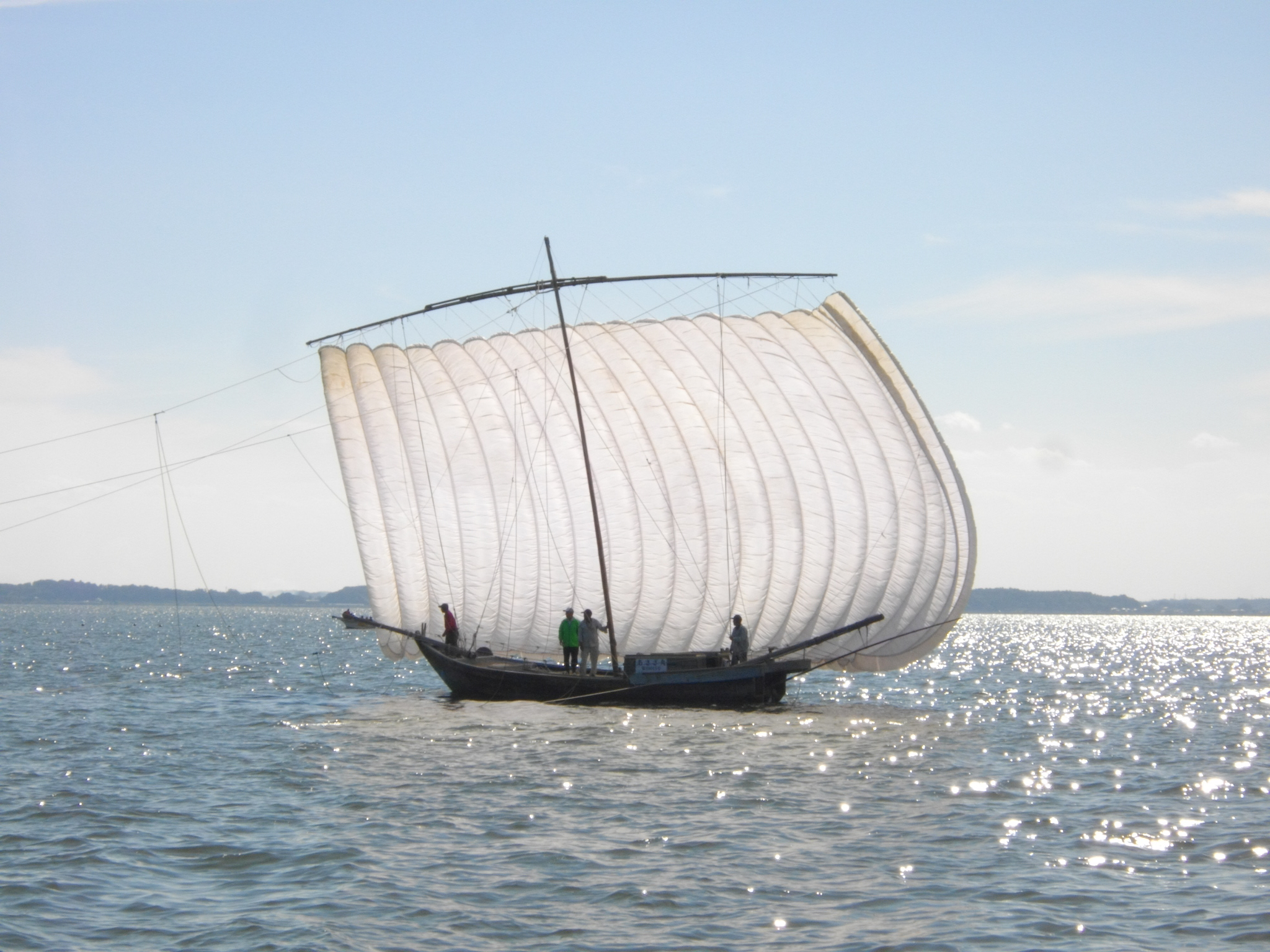
帆曳船

帆曳船（ほびきぶね）とは、風の力を利用して漁網を引いて漁を行う日本の帆船。帆曳き船、帆引船、帆引き船とも表記される。
白い一枚帆で風を受けて船を動かし、帆は高さ9メートル、幅14～16メートルほどと船体からはみ出す大きさである。明治時代に霞ヶ浦（茨城県）で考案されて最盛期には900艘以上が白い帆で霞ヶ浦を覆い、干拓前の八郎潟（秋田県）にも伝わった。
動力機付き漁船の普及で1960年代後半には使われなくなり、観光用に7艘ほどが現存する。

## 歴史
1880年（明治13年）、漁師・折本良平により考案されたとされる。明治から昭和後半まで霞ヶ浦と北浦で帆引網漁業に用いられた。1960年代半ば（昭和40年代前半）に途絶えたが、1971年（昭和46年）に観光船として復活した。
2007年（平成19年）には、霞ヶ浦の観光PRのため、色付きの帆を張った「七色帆引き船」が運航された。
現在は、春から秋にかけて観光用に運用されている。土曜・日曜・祝日に運航。

## 帆曳漁
帆曳漁、または帆引網漁業とは、風力を利用した帆曳船で曳網を引きながら魚を獲る漁業。明治から昭和にかけて、霞ヶ浦・北浦で行われたが、のちに動力船によるトロール漁に移行した。
大徳網や延縄など漁具漁法の多くは江戸時代に生まれたものとされるが、この帆曳漁は明治時代初期に考案されたものである。帆曳漁は1885年頃にシラウオの漁獲を目的に創始されたといわれ、1889年ごろにワカサギ用にも改造された。帆曳漁は風の力で網を曳くため、風のないときは操業出来なくなる。当初は規模も小さかったが様々な改良がなされて霞ヶ浦に広く普及し、霞ヶ浦を代表する漁法となった。1966年ごろにトロール漁(機船底引網)が登場してすたれた。

## 参考資料
- 霞ヶ浦の帆引き船物語 かすみがうら市
- 観光帆引き船 玉造町観光協会